# Cultura de Baréin

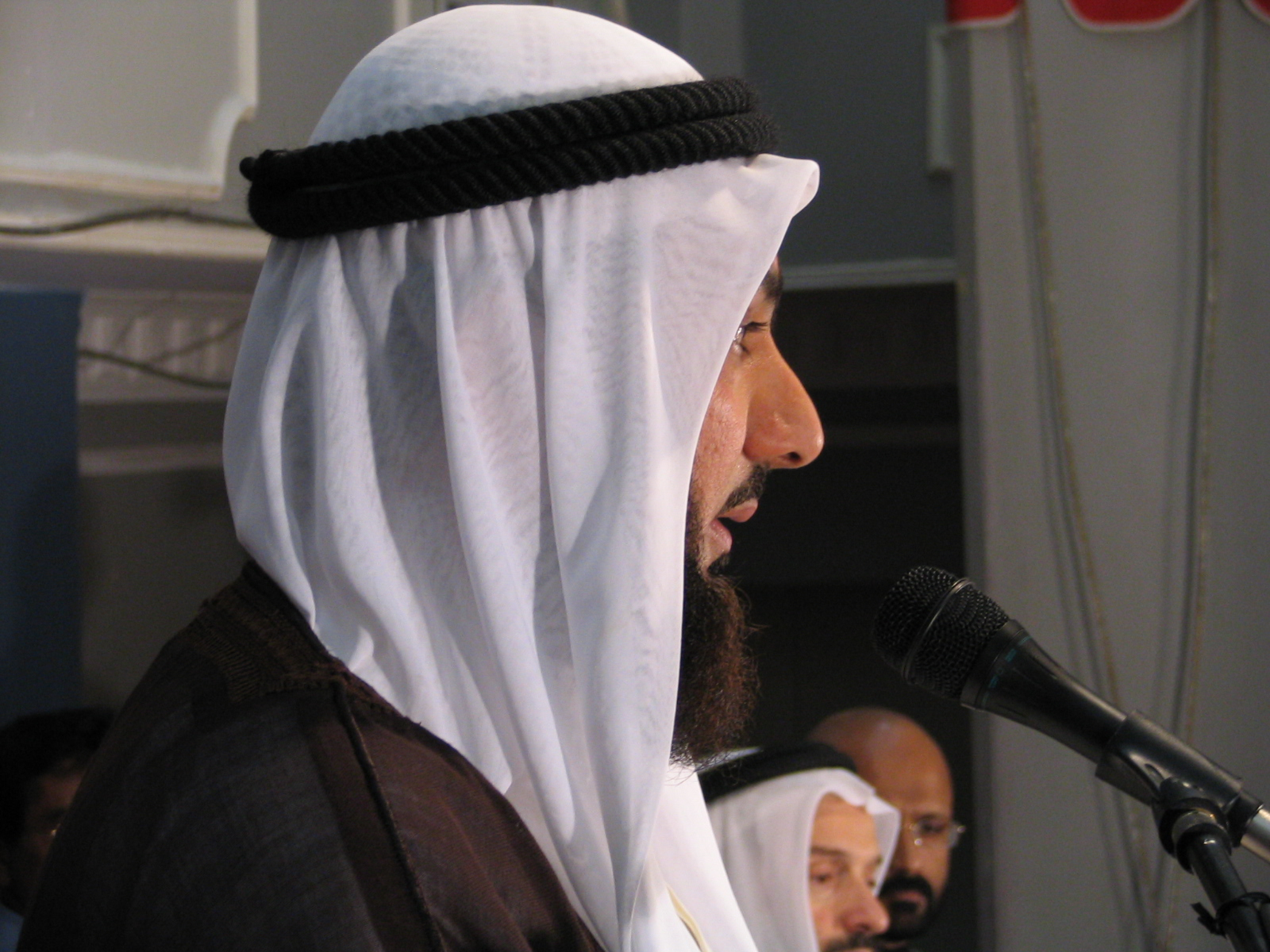
Accesorio de la cultura Baréin

La cultura de Baréin se encuentra fuertemente determinada por la práctica del islam. De hecho es practicado por la gran mayoría de los bareiníes y determina sus comportamientos personales, económicos, políticos y legales. De acuerdo con lo que marca el Corán los bareiníes rezan cinco veces por día. Siendo el Viernes el día santo, durante el cual todas las actividades cesan.
La familia y el concepto de pertenencia a una tribu, forman la base tanto de la estructura social como de la identidad individual. La lealtad a la familia se encuentra por encima de otras relaciones sociales, aún de los negocios.  El nepotismo es considerado en forma positiva, dado que garantiza que se contrata a personas en las que se puede confiar, lo cual es sumamente importante en un país en el cual trabajar con personas que uno conoce y confía es de suma importancia. El ámbito familiar es muy reservado. Es común que grandes familias ampliadas vivan en la misma casa, o villa.
En Baréin, sólo alrededor de la mitad de la población es árabe, y la mayoría son nacidos en Baréin, pero solo una minoría de ellos son omaníes, o saudíes. Los habitantes nacidos en el extranjero, que comprenden más de la mitad de la población, son en su mayoría de Irán, India, Pakistán, Filipinas, Gran Bretaña y los Estados Unidos. Cerca de tres quintas partes de la fuerza laboral de Asia es extranjera.

## Personas y patrimonio
La población es en su mayoría musulmana, e incluye las sectas sunitas y chiitas. Baréin es el único Estado del golfo Pérsico con una población judía activa, y tiene la mayor minoría cristiana en los estados árabes del golfo Pérsico. Unos 1,000 cristianos tienen la ciudadanía de Baréin, con el país más cercano, Kuwait, sólo tiene alrededor de 200. El árabe es la lengua oficial de Baréin. 
A pesar de su rápido desarrollo económico, Baréin sigue siendo, en muchos aspectos, esencialmente árabe en su cultura. El fútbol es el deporte más popular, mientras que los pasatiempos tradicionales son la cetrería, los paseos a caballo, y la caza de gacela y de liebre, que se sigue practicando por los ciudadanos más ricos de Baréin. Las carreras de caballo y de camellos son los entretenimientos públicos más populares.
Las industrias artesanales tradicionales cuentan con el apoyo estatal y popular.

## Medios de comunicación
Varios periódicos semanales y diarios son publicados en árabe - Akhbar Al Khaleej, Al Ayam, Al Waqt, para nombrar algunos. Un pequeño número de periódicos aparecen en inglés - Gulf Daily News, Bahrain Tribune. La mayoría de la prensa es propiedad privada y no está sujeta a la censura mientras se abstenga de criticar a la familia gobernante. Las estaciones estatales de televisión y de radio presentan programas en árabe, aunque hay canales en inglés e hindi (de radio).

## Festivales, costumbres y rituales
- Eid al-Fitr y Eid al-Adha
- Ramadán
- Mawlid
- Día de la Independencia de Baréin
- Día Nacional de Baréin
- Nasfa
- Gira'oon